# Lê Văn Tiết
Lê Văn Tiết (Gia Định, Vietnam del Sur; 13 de julio de 1939 – 2 de junio de 2025) fue un jugador de tenis de mesa vietnamita.

## Carrera
A nivel mundial ganó la medalla de bronce en el Campeonato Mundial de Tenis de Mesa de 1959 en Dortmund representando a Vietnam del Sur en la modalidad por equipos junto a Mai Văn Hòa, Trần Cảnh Được y Trần Văn Liễu.
A nivel continental fue campeón en la modalidad por en los Juegos Asiáticos de 1958 junto a Mai Văn Hòa, Trần Cảnh Được y Trần Văn Liễu y la medalla de bronce en dobles junto a Trần Văn Liễu; y cuatro años después repitió la medalla de bronce en dobles pero junto a Lê Văn Inh.